# Pocketvering
Een pocketveer is een metalen springveer in een pocket (zakje). Dat zakje is gemaakt van een ongeweven materiaal. In een pocketveermatras zitten talloze pocketveren naast elkaar verwerkt. Het zakje om de veer zorgt ervoor dat de veren elkaar niet kunnen raken en dat de veer minder 'voelbaar' wordt.
Pocketveringmatrassen zijn over het algemeen stevige matrassen voor mensen die het snel warm hebben en geen gewrichtsklachten hebben.
Hoe meer veren er per vierkante meter in een matras zitten, des te beter wordt het gewicht van de persoon over de matras verdeeld. Hierdoor wordt een goede lighouding bevorderd. Bij meer veren wordt de matras ook vaak als zachter ervaren. Dit komt doordat het begrip “hardheid” wordt veroorzaakt door de hoeveelheid tegendruk die een matras geeft. 
Thermisch geharde veren hebben bij de productie een warmtebehandeling ondergaan waarbij inwendige spanning ontstaan is tussen de onderlinge moleculen. Deze spanning zorgt ervoor dat de veren na normale belasting in hun oorspronkelijke vorm terugkeren in plaats van vervormen.
De stevigheid of soepelheid van de veer wordt veroorzaakt door de hoeveelheid windingen en de dikte van de staaldraad. Een dikkere draad heeft meer materiaal en is dus steviger dan een dunnere draad. Door de veerkracht te variëren worden comfortzones in een pocketveringmatras aangebracht. Op schouder- en heuphoogte zijn zachter geveerd zodat de matras daar meer ruimte maakt en het lichaam als geheel gelijkmatiger ondersteund wordt. Op deze manier wordt het mogelijk de wervelkolom rechter te houden bij het slapen op de zij. Pocketveringmatrassen zijn ook geschikt voor verstelbare bodems.